# Sangala donuca
Sangala donuca är en fjärilsart som beskrevs av Druce 1907. Sangala donuca ingår i släktet Sangala och familjen mätare. Inga underarter finns listade.